# Barbulostomum cupuloris
Barbulostomum cupuloris är en plattmaskart. Barbulostomum cupuloris ingår i släktet Barbulostomum och familjen Homalometridae. Inga underarter finns listade i Catalogue of Life.